# Antonio Rodríguez Almodóvar
Antonio Rodríguez Almodóvar, né en 1941 à Alcalá de Guadaira, est un écrivain et professeur espagnol.

## Biographie
Il a étudié le folklore andalou et collationné les contes traditionnels transmis oralement dans le sud de l'Espagne. Auteur de Cuentos al amor de la lumbre (« Contes au coin du feu »), Cuentos de la media-lunita (« Contes du petit croissant de lune »). Il a composé divers poèmes et pièces de théâtre, comme La nina que riega las albahacas (« La Petite qui arrose les basilics », 1996).
Il a obtenu en 2005 le Prix national de Littérature infantile et juvénile pour son ouvrage El bosque de los sueños (« La Forêt des songes »), une compilation de contes traditionnels du fonds indo-européen.